# Campeonato Sub-20 de la Concacaf de 2024
El Campeonato Sub-20 de la Concacaf de 2024 fue la octava edición del Campeonato Sub-20 de la Concacaf (29ª edición si se incluyen todas las épocas), celebrada en México. La fase preliminar se realizó del 23 de febrero al 2 de marzo de 2024, mientras que la fase final se realizó del 19 de julio al 4 de agosto de 2024.
El ganador fue la selección de México que logró su 14º título al derrotar a la selección de Estados Unidos en la final por 2 a 1 en tiempo extra.

## Sistema de competición
En la fase preliminar compitieron 27 equipos, ubicados en seis grupos (tres grupos de cinco selecciones y tres grupos con cuatro selecciones), al finalizar la fase preliminar, las selecciones que quedaron en el primer lugar de cada uno de los seis grupos avanzaron a la segunda fase, mientras las selecciones: Estados Unidos, Honduras, México, Panamá, Costa Rica y República Dominicana están automáticamente clasificados a la fase de grupos.
En la segunda fase hay doce equipos distribuidos en tres grupos de cuatro selecciones cada uno, clasifican a la fase de eliminatorias las dos mejores selecciones de su grupo, y los dos mejores terceros, siguiendo el formato de cuartos de final, semifinales y final.
Al finalizar la competición, los cuatro semifinalistas se clasifican para la Copa Mundial Sub-20 de la FIFA 2025.

## Sistema de sorteo
El sorteo de la fase preliminar se realizó el 11 de octubre de 2023 en la sede de la Concacaf, ubicada en Miami, Estados Unidos. Los 27 equipos fueron sorteados, y fueron ubicados en seis grupos.
| Bombo 1                                         | Bombo 2                                                                    | Bombo 3                                                                          | Bombo 4                                                                       | Bombo 5                                |
| ----------------------------------------------- | -------------------------------------------------------------------------- | -------------------------------------------------------------------------------- | ----------------------------------------------------------------------------- | -------------------------------------- |
| Guatemala El Salvador Haití Cuba Jamaica Canadá | Trinidad y Tobago Curazao Nicaragua Antigua y Barbuda Puerto Rico Bermudas | San Cristóbal y Nieves Surinam Aruba Granada Belice San Vicente y las Granadinas | Islas Caimán Guyana Dominica Islas Vírgenes Británicas Saint-Martin Martinica | Barbados Anguila Islas Turcas y Caicos |

## Fase preliminar

### Grupo A
| Selección                 | Pts. | PJ | PG | PE | PP | GF | GC | DF  |
| ------------------------- | ---- | -- | -- | -- | -- | -- | -- | --- |
| Cuba                      | 12   | 4  | 4  | 0  | 0  | 18 | 2  | 16  |
| Nicaragua                 | 9    | 4  | 3  | 0  | 1  | 20 | 2  | 18  |
| Islas Vírgenes Británicas | 6    | 4  | 2  | 0  | 2  | 8  | 14 | -6  |
| Belice                    | 3    | 4  | 1  | 0  | 3  | 7  | 12 | -5  |
| Anguila                   | 0    | 4  | 0  | 0  | 4  | 2  | 25 | -23 |

| 23 de febrero de 2024 | Cuba | 13:0 (8:0) | Anguila | Estadio Nacional, Managua |                          |
|                       | Campos 3', 25', 30' · Mena 13' · Camejo 15' · Pérez 27' · Perez 40', 47', 71' · Mendoza 41' · Rodriguez 62' · Vega 77', 90+6' | Reporte    |         | Árbitro(s): Sergio Reyna  | Árbitro(s): Sergio Reyna |

| 23 de febrero de 2024 | Nicaragua                                                                                     | 8:0 (4:0) | Islas Vírgenes Británicas | Estadio Nacional, Managua  |                            |
|                       | Gutiérrez 6' · Castillo 12', 39' · Cayasso 25' · Martínez 47', 61' · Ortiz 56' · Martinez 81' | Reporte   |                           | Árbitro(s): Fernando Morón | Árbitro(s): Fernando Morón |

| 25 de febrero de 2024 | Islas Vírgenes Británicas | 1:2 (1:1) | Cuba                      | Estadio Nacional, Managua      |                                |
|                       | Callwood 30'              | Reporte   | Pérez 14' · Rodriguez 67' | Árbitro(s): Raúl Castro Zúñiga | Árbitro(s): Raúl Castro Zúñiga |

| 25 de febrero de 2024 | Belice | 0:6 (0:2) | Nicaragua                                                                   | Estadio Nacional, Managua        |                                  |
|                       |        | Reporte   | Martínez 4' · Castillo 13', 52' · Bello 47' · Gutiérrez 50' · Uriarte 90+3' | Árbitro(s): Josué Ugalde Aguilar | Árbitro(s): Josué Ugalde Aguilar |

| 27 de febrero de 2024 | Islas Vírgenes Británicas                  | 4:3 (3:1) | Belice                               | Estadio Nacional, Managua |                           |
|                       | Callwood 38', 45+2' · Lane 40' · Lacey 70' | Reporte   | Mena 16' · Taegar 54' · Martinez 58' | Árbitro(s): José Corporán | Árbitro(s): José Corporán |

| 27 de febrero de 2024 | Nicaragua                                                           | 5:0 (2:0) | Anguila | Estadio Nacional, Managua          |                                    |
|                       | Bello 19' · Castillo 37' · Uriarte 53' · Martínez 60' · Cayasso 69' | Reporte   |         | Árbitro(s): Luis Enrique Santander | Árbitro(s): Luis Enrique Santander |

| 29 de febrero de 2024 | Anguila    | 1:3 (1:2) | Islas Vírgenes Británicas | Estadio Nacional, Managua      |                                |
|                       | Smeins 28' | Reporte   | Callwood 18', 23', 89'    | Árbitro(s): Filiberto Martínez | Árbitro(s): Filiberto Martínez |

| 29 de febrero de 2024 | Cuba         | 1:0 (1:0) | Belice | Estadio Nacional, Managua |                          |
|                       | Casanova 12' | Reporte   |        | Árbitro(s): Sanchez Bass  | Árbitro(s): Sanchez Bass |

| 2 de marzo de 2024 | Belice                             | 4:1 (3:0) | Anguila    | Estadio Nacional, Managua |                          |
|                    | Martinez 3', 10', 24' · Taegar 49' | Reporte   | Smeins 60' | Árbitro(s): Sergio Reyna  | Árbitro(s): Sergio Reyna |

| 2 de marzo de 2024 | Nicaragua     | 1:2 (0:0) | Cuba                | Estadio Nacional, Managua          |                                    |
|                    | Uriarte 90+4' | Reporte   | Mena 50' · Vega 63' | Árbitro(s): Luis Enrique Santander | Árbitro(s): Luis Enrique Santander |

### Grupo B
| Selección             | Pts. | PJ | PG | PE | PP | GF | GC | DF  |
| --------------------- | ---- | -- | -- | -- | -- | -- | -- | --- |
| El Salvador           | 10   | 4  | 3  | 1  | 0  | 13 | 2  | 11  |
| Surinam               | 9    | 4  | 3  | 0  | 1  | 14 | 8  | 6   |
| Antigua y Barbuda     | 6    | 4  | 2  | 0  | 2  | 8  | 5  | 3   |
| Guyana                | 4    | 4  | 1  | 1  | 2  | 5  | 11 | -6  |
| Islas Turcas y Caicos | 0    | 4  | 0  | 0  | 4  | 4  | 18 | -14 |

| 23 de febrero de 2024 | El Salvador                                                                        | 7:0 (3:0) | Islas Turcas y Caicos | ABFA Technical Centre, Piggotts |                           |
|                       | Argueta 26' · Espana 37' · Menjívar 41' · Diaz 67', 80' · Lopez 90+1' · Diaz 90+3' | Reporte   |                       | Árbitro(s): Hakeem Harvey       | Árbitro(s): Hakeem Harvey |

| 23 de febrero de 2024 | Antigua y Barbuda                                    | 4:0 (3:0) | Guyana | ABFA Technical Centre, Piggotts |                               |
|                       | Parker 2' · Jarvis 16' · Douglas 18' · J. Jarvis 84' | Reporte   |        | Árbitro(s): Norberto Da Silva   | Árbitro(s): Norberto Da Silva |

| 25 de febrero de 2024 | Guyana          | 2:2 (1:1) | El Salvador                 | ABFA Technical Centre, Piggotts |                           |
|                       | Pydana 10', 83' | Reporte   | Casamalhuapa 22' · Diaz 62' | Árbitro(s): Steffon Dewar       | Árbitro(s): Steffon Dewar |

| 25 de febrero de 2024 | Surinam                                | 3:2 (2:0) | Antigua y Barbuda           | ABFA Technical Centre, Piggotts |                           |
|                       | Pinas 16' · Prijor 45+4' · Van Gom 89' | Reporte   | Gonsalves 69' · Gumbs 90+5' | Árbitro(s): Lukasz Szpala       | Árbitro(s): Lukasz Szpala |

| 27 de febrero de 2024 | Guyana     | 1:4 (0:2) | Surinam                                             | ABFA Technical Centre, Piggotts |                              |
|                       | Martin 76' | Reporte   | Pinas 7' · Rijssel 35' · Prijor 85' · Misidjang 89' | Árbitro(s): Ricangel de Leza    | Árbitro(s): Ricangel de Leza |

| 27 de febrero de 2024 | Antigua y Barbuda           | 2:1 (0:0) | Islas Turcas y Caicos | ABFA Technical Centre, Piggotts |                             |
|                       | J. Jarvis 54' · Douglas 82' | Reporte   | Louisy 90+4'          | Árbitro(s): Tristley Bassue     | Árbitro(s): Tristley Bassue |

| 29 de febrero de 2024 | Islas Turcas y Caicos | 1:2 (0:1) | Guyana           | ABFA Technical Centre, Piggotts     |                                     |
|                       | Martin 90'            | Reporte   | Rowland 32', 55' | Árbitro(s): Daniel Quintero Huitrón | Árbitro(s): Daniel Quintero Huitrón |

| 29 de febrero de 2024 | El Salvador                                  | 3:0 (2:0) | Surinam | ABFA Technical Centre, Piggotts |                             |
|                       | Argueta 17' · Delgado 24' · Casamalhuapa 66' | Reporte   |         | Árbitro(s): Kwinsi Williams     | Árbitro(s): Kwinsi Williams |

| 2 de marzo de 2024 | Surinam                                                                       | 7:2 (7:1) | Islas Turcas y Caicos     | ABFA Technical Centre, Piggotts     |                                     |
|                    | Olfers 5' · Pinas 14', 31' · Misidjang 17' · Prijor 20', 31' · Kluivert 45+1' | Reporte   | Williams 28' · Gedeon 87' | Árbitro(s): Daniel Quintero Huitrón | Árbitro(s): Daniel Quintero Huitrón |

| 2 de marzo de 2024 | Antigua y Barbuda | 0:1 (0:0) | El Salvador  | ABFA Technical Centre, Piggotts |                           |
|                    |                   | Reporte   | Guardado 57' | Árbitro(s): Lukasz Szpala       | Árbitro(s): Lukasz Szpala |

### Grupo C
| Selección    | Pts. | PJ | PG | PE | PP | GF | GC | DF  |
| ------------ | ---- | -- | -- | -- | -- | -- | -- | --- |
| Guatemala    | 12   | 4  | 4  | 0  | 0  | 15 | 1  | 14  |
| Curazao      | 7    | 4  | 2  | 1  | 1  | 3  | 2  | 1   |
| Aruba        | 5    | 4  | 1  | 2  | 1  | 6  | 7  | -1  |
| Barbados     | 4    | 4  | 1  | 1  | 2  | 6  | 7  | -1  |
| Saint-Martin | 0    | 4  | 0  | 0  | 4  | 2  | 15 | -13 |

| 23 de febrero de 2024 | Curazao          | 1:0 (0:0) | Saint-Martin | Estadio Doroteo, Ciudad de Guatemala |                         |
|                       | Bernardina 90+3' | Reporte   |              | Árbitro(s): José Torres              | Árbitro(s): José Torres |

| 23 de febrero de 2024 | Guatemala                                  | 3:1 (2:1) | Barbados    | Estadio Doroteo, Ciudad de Guatemala |                             |
|                       | Prillwitz 17' · Escobar 32' · Racancoj 80' | Reporte   | Massiah 28' | Árbitro(s): Adonis Carrasco          | Árbitro(s): Adonis Carrasco |

| 25 de febrero de 2024 | Aruba        | 1:1 (1:0) | Curazao      | Estadio Doroteo, Ciudad de Guatemala |                           |
|                       | Kilsdonk 25' | Reporte   | Marchena 72' | Árbitro(s): Jaime Herrera            | Árbitro(s): Jaime Herrera |

| 25 de febrero de 2024 | Saint-Martin | 0:6 (0:2) | Guatemala                                                         | Estadio Doroteo, Ciudad de Guatemala |                            |
|                       |              | Reporte   | Flanders 12' · Evans 44', 61', 68' · Mendez 56' · Sagastume 90+3' | Árbitro(s): Reginald Gumbs           | Árbitro(s): Reginald Gumbs |

| 27 de febrero de 2024 | Saint-Martin | 0:4 (0:4) | Aruba                                   | Estadio Doroteo, Ciudad de Guatemala |                              |
|                       |              | Reporte   | Kruydenhof 19', 39' · Kilsdonk 41', 45' | Árbitro(s): Melvin Matamoros         | Árbitro(s): Melvin Matamoros |

| 27 de febrero de 2024 | Curazao    | 1:0 (1:0) | Barbados | Estadio Doroteo, Ciudad de Guatemala |                            |
|                       | Inesia 31' | Reporte   |          | Árbitro(s): Oliver Vergara           | Árbitro(s): Oliver Vergara |

| 29 de febrero de 2024 | Barbados                                              | 4:2 (1:1) | Saint-Martin          | Estadio Doroteo, Ciudad de Guatemala |                        |
|                       | Webster 1' · Taylor 77' · Vanderpool-Nurse 80', 90+1' | Reporte   | Joe 42' · Trotman 74' | Árbitro(s): Reon Radix               | Árbitro(s): Reon Radix |

| 29 de febrero de 2024 | Guatemala                                               | 5:0 (4:0) | Aruba | Estadio Doroteo, Ciudad de Guatemala |                                |
|                       | Muñoz 8' · Mendez 24', 37' · Evans 45' · De la Cruz 85' | Reporte   |       | Árbitro(s): Fernando Hernández       | Árbitro(s): Fernando Hernández |

| 2 de marzo de 2024 | Aruba         | 1:1 (1:1) | Barbados     | Estadio Doroteo, Ciudad de Guatemala |                            |
|                    | De la Cruz 9' | Reporte   | Harewood 35' | Árbitro(s): Oliver Vergara           | Árbitro(s): Oliver Vergara |

| 2 de marzo de 2024 | Curazao | 0:1 (0:0) | Guatemala   | Estadio Doroteo, Ciudad de Guatemala |                        |
|                    |         | Reporte   | Escobar 63' | Árbitro(s): Reon Radix               | Árbitro(s): Reon Radix |

### Grupo D
| Selección                    | Pts. | PJ | PG | PE | PP | GF | GC | DF  |
| ---------------------------- | ---- | -- | -- | -- | -- | -- | -- | --- |
| Canadá                       | 9    | 3  | 3  | 0  | 0  | 15 | 0  | 15  |
| Trinidad y Tobago            | 6    | 3  | 2  | 0  | 1  | 8  | 5  | 3   |
| San Vicente y las Granadinas | 3    | 3  | 1  | 0  | 2  | 5  | 9  | -4  |
| Dominica                     | 0    | 3  | 0  | 0  | 3  | 2  | 16 | -14 |

| 23 de febrero de 2024 | Canadá                                                                              | 8:0 (4:0) | Dominica | Estadio Hasely Crawford, Puerto España |                          |
|                       | Morgan 8', 36', 47' · López 26', 65' · Tavarnier 27' · Labad 86' · Kozlovskiy 90+4' | Reporte   |          | Árbitro(s): Kimbell Ward               | Árbitro(s): Kimbell Ward |

| 23 de febrero de 2024 | Trinidad y Tobago                    | 3:2 (1:2) | San Vicente y las Granadinas | Estadio Hasely Crawford, Puerto España |                          |
|                       | Cooper 36' · Noel 64' · Chaves 90+5' | Reporte   | Franklyn 3' · Pierre 28'     | Árbitro(s): José Fuentes               | Árbitro(s): José Fuentes |

| 25 de febrero de 2024 | San Vicente y las Granadinas | 0:4 (0:1) | Canadá                                | Estadio Hasely Crawford, Puerto España |                              |
|                       |                              | Reporte   | Ciccarelli 23', 54', 89' · Biello 51' | Árbitro(s): Okeito Nicholson           | Árbitro(s): Okeito Nicholson |

| 25 de febrero de 2024 | Dominica | 0:5 (0:4) | Trinidad y Tobago                                     | Estadio Hasely Crawford, Puerto España |                               |
|                       |          | Reporte   | Chaves 3' · Noel 19', 35' · Cardines 37' · Garcia 83' | Árbitro(s): Jefferson Escobar          | Árbitro(s): Jefferson Escobar |

| 27 de febrero de 2024 | Dominica                    | 2:3 (1:2) | San Vicente y las Granadinas           | Estadio Hasely Crawford, Puerto España |                             |
|                       | Richards 40' · Thomas 90+5' | Reporte   | Cain 10' · Franklyn 44' · Pierre 90+3' | Árbitro(s): José Valladares            | Árbitro(s): José Valladares |

| 27 de febrero de 2024 | Trinidad y Tobago | 0:3 (0:1) | Canadá                                 | Estadio Hasely Crawford, Puerto España |                           |
|                       |                   | Reporte   | Morgan 10' · López 54' · Tavarnier 79' | Árbitro(s): Shavin Greene              | Árbitro(s): Shavin Greene |

### Grupo E
| Selección              | Pts. | PJ | PG | PE | PP | GF | GC | DF |
| ---------------------- | ---- | -- | -- | -- | -- | -- | -- | -- |
| Haití                  | 7    | 3  | 2  | 1  | 0  | 9  | 2  | 7  |
| Puerto Rico            | 5    | 3  | 1  | 2  | 0  | 7  | 2  | 5  |
| San Cristóbal y Nieves | 3    | 3  | 1  | 0  | 2  | 3  | 9  | -6 |
| Islas Caimán           | 1    | 3  | 0  | 1  | 2  | 2  | 8  | -6 |

| 23 de febrero de 2024 | Haití                               | 4:1 (1:0) | Islas Caimán | SKNFA Technical Center, Basseterre |                           |
|                       | Lebrun 12' · Destin 56', 80', 90+5' | Reporte   | Campbell 61' | Árbitro(s): Timothy Derry          | Árbitro(s): Timothy Derry |

| 23 de febrero de 2024 | Puerto Rico                                                 | 5:0 (2:0) | San Cristóbal y Nieves | SKNFA Technical Center, Basseterre |                          |
|                       | Biaggi 5' · Otero 24' · Wattley 47' · Cruz 85' · Medina 88' | Reporte   |                        | Árbitro(s): Moeth Gaymes           | Árbitro(s): Moeth Gaymes |

| 25 de febrero de 2024 | Islas Caimán | 1:1 (1:0) | Puerto Rico | SKNFA Technical Center, Basseterre |                              |
|                       | Byles 23'    | Reporte   | Donato 79'  | Árbitro(s): Ken Pennyfeather       | Árbitro(s): Ken Pennyfeather |

| 25 de febrero de 2024 | San Cristóbal y Nieves | 0:4 (0:3) | Haití                                               | SKNFA Technical Center, Basseterre   |                                      |
|                       |                        | Reporte   | Destin 6' · Isaie 9' · Vilsaint 45+3' · Wattley 87' | Árbitro(s): Víctor Cáceres Hernández | Árbitro(s): Víctor Cáceres Hernández |

| 27 de febrero de 2024 | Haití      | 1:1 (0:1) | Puerto Rico  | SKNFA Technical Center, Basseterre |                               |
|                       | Belmar 71' | Reporte   | Menendez 39' | Árbitro(s): Christopher Mason      | Árbitro(s): Christopher Mason |

| 27 de febrero de 2024 | San Cristóbal y Nieves   | 3:0 (2:0) | Islas Caimán | SKNFA Technical Center, Basseterre |                            |
|                       | Hamilton 16', 45+1', 81' | Reporte   |              | Árbitro(s): Nelson Salgado         | Árbitro(s): Nelson Salgado |

### Grupo F
| Selección | Pts. | PJ | PG | PE | PP | GF | GC | DF |
| --------- | ---- | -- | -- | -- | -- | -- | -- | -- |
| Jamaica   | 9    | 3  | 3  | 0  | 0  | 6  | 2  | 4  |
| Martinica | 4    | 3  | 1  | 1  | 1  | 6  | 6  | 0  |
| Bermudas  | 3    | 3  | 1  | 0  | 2  | 5  | 6  | -1 |
| Granada   | 1    | 3  | 0  | 1  | 2  | 5  | 9  | -3 |

| 24 de febrero de 2024 | Bermudas                | 2:1 (1:1) | Granada    | SKNFA Technical Center, Basseterre |                              |
|                       | Ming 37' · Robinson 71' | Reporte   | Valcin 42' | Árbitro(s): Sergio Rozenhout       | Árbitro(s): Sergio Rozenhout |

| 24 de febrero de 2024 | Jamaica   | 1:0 (0:0) | Martinica | SKNFA Technical Center, Basseterre |                          |
|                       | Blake 67' | Reporte   |           | Árbitro(s): Victor Rivas           | Árbitro(s): Victor Rivas |

| 26 de febrero de 2024 | Martinica                   | 2:1 (1:0) | Bermudas     | SKNFA Technical Center, Basseterre |                         |
|                       | Gervais 33' · Guillaime 63' | Reporte   | Robinson 82' | Árbitro(s): David Gómez            | Árbitro(s): David Gómez |

| 26 de febrero de 2024 | Granada | 0:2 (0:1) | Jamaica                    | SKNFA Technical Center, Basseterre |                               |
|                       |         | Reporte   | Simmonds 30' · Barrett 82' | Árbitro(s): Randy Encarnación      | Árbitro(s): Randy Encarnación |

| 28 de febrero de 2024 | Granada                                 | 4:4 (2:3) | Martinica                             | SKNFA Technical Center, Basseterre |                         |
|                       | Redhead 9', 84' · Valcin 36' · Juba 70' | Reporte   | Leria 4' · Lamorandiere 14', 35', 80' | Árbitro(s): Filip Dujic            | Árbitro(s): Filip Dujic |

| 28 de febrero de 2024 | Jamaica                                     | 3:2 (2:0) | Bermudas              | SKNFA Technical Center, Basseterre |                        |
|                       | R. Gordon 2' · Reynolds 11' · A. Gordon 83' | Reporte   | Deroza 50' · Dill 61' | Árbitro(s): Julio Luna             | Árbitro(s): Julio Luna |

## Fase final

### Sedes
El 26 de febrero de 2024, la Concacaf oficializó que el Campeonato Masculino Sub-20 de la Concacaf 2024 se realizaría en México, específicamente en las ciudades de Celaya, Irapuato y León, ubicadas en el estado de Guanajuato.Irapuato previamente ya había sido sede de la Copa Mundial de Fútbol de 1986 y Copa Mundial de Fútbol Juvenil de 1983, mientras que León fue sede del futbol en los Juegos Olímpicos de México 1968, Copa Mundial de Fútbol de 1970, Copa Mundial de Fútbol Juvenil de 1983 y Copa Mundial de Fútbol de 1986.

#### Controversias
La designación de Irapuato y Celaya como sedes causo polémica debido a la crisis de violencia que se vive en ambas ciudades, además que las mismas se colocan en la lista de las ciudades más violentas del mundo.
El 24 de julio, antes de la jornada tres de la ronda grupal, y luego de disputarse ya cuatro partidos en el estadio Miguel Alemán Valdés, un hecho de violencia local, obligó al retiro de la sede por parte de la Concacaf y el traslado de esta al Estadio León de la ciudad homónima. El inmueble celayense tenía originalmente programados once partidos, incluida la final.
La cancha del Estadio Sergio León Chávez causo polémica debido al mal estado que se encontraba, sumando las fuertes lluvias que se suscitaron durante el torneo terminaron por entorpecer por completo el pasto siendo criticado duramente por la prensa centroamericana.Sumado a ello las obras de remodelación del estadio al exterior y el problema de alumbrado.
| Ubicación en México  | Guanajuato           | Celaya                       | Irapuato                   | León              |
| Celaya Irapuato León |                      |                              |                            |                   |
| -------------------- | -------------------- | ---------------------------- | -------------------------- | ----------------- |
| Celaya Irapuato León | Celaya Irapuato León | Estadio Miguel Alemán Valdés | Estadio Sergio León Chávez | Estadio León      |
| Celaya Irapuato León | Celaya Irapuato León | Capacidad: 23,000            | Capacidad: 32,000          | Capacidad: 31,297 |
| Celaya Irapuato León | Celaya Irapuato León |                              |                            |                   |

### Equipos participantes
En esta edición son 12 las selecciones oficiales que harán presente en este torneo. Siendo seis clasificados por medio del Ranking Sub-20 de la Concacaf mientras que los seis restantes provienen de una ronda previa.
| Equipos participantes | Equipos participantes | Equipos participantes | Equipos participantes |
| --------------------- | --------------------- | --------------------- | --------------------- |
| Canadá                | El Salvador           | Haití                 | México                |
| Costa Rica            | Estados Unidos        | Honduras              | Panamá                |
| Cuba                  | Guatemala             | Jamaica               | República Dominicana  |

### Sorteo Final
La información sobre el sorteo se dio a conocer el día 26 de febrero de 2024 por la Concacaf, anunciando las sedes y que el sorteo será realizado en abril de este año 2024.
El sorteo finalmente se realizó el día 11 de abril de 2024 concluyendo así la formación de los grupos.

### Bombos
| Bombo 1                        | Bombo 2                                | Bombo 3                    | Bombo 4              |
| ------------------------------ | -------------------------------------- | -------------------------- | -------------------- |
| Estados Unidos Honduras México | Panamá Costa Rica República Dominicana | Guatemala El Salvador Cuba | Jamaica Haití Canadá |

## Fase de grupos
- Los horarios de los partidos son conforme al huso horario del Tiempo del Centro de México (UTC-6).

### Grupo A
| Selección      | Pts. | PJ | PG | PE | PP | GF | GC | DF  |
| -------------- | ---- | -- | -- | -- | -- | -- | -- | --- |
| Estados Unidos | 9    | 3  | 3  | 0  | 0  | 14 | 0  | 14  |
| Costa Rica     | 4    | 3  | 1  | 1  | 1  | 4  | 2  | 2   |
| Cuba           | 4    | 3  | 1  | 1  | 1  | 4  | 5  | –1  |
| Jamaica        | 0    | 3  | 0  | 0  | 3  | 0  | 15 | –15 |

| 19 de julio de 2024 | Costa Rica | 1:1 (0:1) | Cuba         | Estadio Miguel Alemán Valdés, Celaya |                          |
| 17:06               | Cruz 52'   | Reporte   | Rodríguez 8' | Árbitra: Myriam Marcotte             | Árbitra: Myriam Marcotte |

| 19 de julio de 2024 | Estados Unidos                                                                                          | 9:0 (5:0) | Jamaica | Estadio Miguel Alemán Valdés, Celaya |                             |
| 20:06               | Vazquez 2', 3' · Soma 16', 20' · Medina 39' · Zambrano 54' · Ramos 67' · Berchimas 77' · Tsakiris 90+1' | Reporte   |         | Árbitro(s): Adonis Carrasco          | Árbitro(s): Adonis Carrasco |

| 22 de julio de 2024 | Jamaica | 0:3 (0:0) | Costa Rica                      | Estadio Miguel Alemán Valdés, Celaya |                                |
| 17:06               |         | Reporte   | Montero 50' · A. Rojas 67', 83' | Árbitro(s): Fernando Hernández       | Árbitro(s): Fernando Hernández |

| 22 de julio de 2024 | Cuba | 0:4 (0:2) | Estados Unidos                                        | Estadio Miguel Alemán Valdés, Celaya |                         |
| 20:06               |      | Reporte   | Kohler 15' · Gozo 26' · Habroune 58' · Zambrano 90+1' | Árbitro(s): Filip Dujic              | Árbitro(s): Filip Dujic |

| 26 de julio de 2024 | Cuba                                     | 3:0 (2:0) | Jamaica | Estadio León, León          |                             |
| 17:06               | Camejo 35' · D. Pérez 42' · K. Pérez 86' | Reporte   |         | Árbitro(s): Karen Hernández | Árbitro(s): Karen Hernández |

| 26 de julio de 2024 | Estados Unidos       | 1:0 (1:0) | Costa Rica | Estadio León, León            |                               |
| 20:06               | Nikolas Tsakiris 37' | Reporte   |            | Árbitro(s): Jefferson Escobar | Árbitro(s): Jefferson Escobar |

### Grupo B
| Selección            | Pts. | PJ | PG | PE | PP | GF | GC | DF |
| -------------------- | ---- | -- | -- | -- | -- | -- | -- | -- |
| Honduras             | 7    | 3  | 2  | 1  | 0  | 11 | 5  | 6  |
| Canadá               | 7    | 3  | 2  | 1  | 0  | 5  | 3  | 2  |
| El Salvador          | 3    | 3  | 1  | 0  | 2  | 3  | 6  | –3 |
| República Dominicana | 0    | 3  | 0  | 0  | 3  | 2  | 7  | –5 |

| 20 de julio de 2024 | República Dominicana | 0:1 (0:0) | El Salvador | Estadio Sergio León Chávez, Irapuato |                            |
| 17:06               |                      | Reporte   | Argueta 62' | Árbitro(s): Fernando Morón           | Árbitro(s): Fernando Morón |

| 20 de julio de 2024 | Honduras                     | 2:2 (0:2) | Canadá                 | Estadio Sergio León Chávez, Irapuato |                             |
| 20:06               | Villatoro 55' · Osorto 90+4' | Reporte   | López 17' · Morgan 43' | Árbitro(s): Kwinsi Williams          | Árbitro(s): Kwinsi Williams |

| 23 de julio de 2024 | Canadá         | 1:0 (0:0) | República Dominicana | Estadio Sergio León Chávez, Irapuato |                         |
| 17:06               | Ciccarelli 86' | Reporte   |                      | Árbitro(s): David Gómez              | Árbitro(s): David Gómez |

| 23 de julio de 2024 | El Salvador | 1:4 (1:1) | Honduras                                         | Estadio Sergio León Chávez, Irapuato |                               |
| 20:06               | N. Díaz 40' | Reporte   | D. Guardado 45+1' · Moncada 53' · Tatúm 66', 84' | Árbitro(s): Cristopher Corado        | Árbitro(s): Cristopher Corado |

| 26 de julio de 2024 | El Salvador  | 1:2 (0:1) | Canadá                    | Estadio Sergio León Chávez, Irapuato |                            |
| 17:06               | Castillo 77' | Reporte   | López 21' · Bunbury 90+3' | Árbitro(s): Fernando Morón           | Árbitro(s): Fernando Morón |

| 26 de julio de 2024 | Honduras                                                    | 5:2 (2:0) | República Dominicana         | Estadio Sergio León Chávez, Irapuato |                           |
| 20:06               | Ponce 13' · Paguada 44', 76' · Vásquez 90' · Martínez 90+2' | Reporte   | Roces 86' · Concepción 90+3' | Árbitro(s): Hakeem Harvey            | Árbitro(s): Hakeem Harvey |

### Grupo C
| Selección | Pts. | PJ | PG | PE | PP | GF | GC | DF  |
| --------- | ---- | -- | -- | -- | -- | -- | -- | --- |
| México    | 7    | 3  | 2  | 1  | 0  | 7  | 2  | 5   |
| Panamá    | 7    | 3  | 2  | 1  | 0  | 7  | 2  | 5   |
| Guatemala | 3    | 3  | 1  | 0  | 2  | 6  | 6  | 0   |
| Haití     | 0    | 3  | 0  | 0  | 3  | 2  | 12 | –10 |

| 21 de julio de 2024 | Panamá                           | 3:0 (3:0) | Guatemala | Estadio Sergio León Chávez, Irapuato |                           |
| 16:06               | G. Herbert 5' · Herrera 35', 38' | Reporte   |           | Árbitro(s): Hakeem Harvey            | Árbitro(s): Hakeem Harvey |

| 21 de julio de 2024 | México                                                    | 4:0 (1:0) | Haití | Estadio Sergio León Chávez, Irapuato |                                |
| 19:06               | Padilla 12' · Jurado 72' · Biscayzacú 78' · Morales 90+6' | Reporte   |       | Árbitro(s): Filiberto Martínez       | Árbitro(s): Filiberto Martínez |

| 24 de julio de 2024 | Haití      | 1:3 (0:3) | Panamá                                     | Estadio Sergio León Chávez, Irapuato |                            |
| 17:06               | Destin 86' | Reporte   | Herrera 16' · Walters 32' · Mosquera 45+7' | Árbitro(s): Crystal Sobers           | Árbitro(s): Crystal Sobers |

| 24 de julio de 2024 | Guatemala     | 1:2 (0:2) | México                       | Estadio Sergio León Chávez, Irapuato |                          |
| 20:06               | Sagastume 56' | Reporte   | Méndez 29' · Domínguez 45+4' | Árbitro(s): Víctor Rivas             | Árbitro(s): Víctor Rivas |

| 27 de julio de 2024 | Guatemala                                       | 5:1 (4:0) | Haití      | Estadio Sergio León Chávez, Irapuato |                                |
| 17:06               | Escobar 17', 26', 48' · Evans 38' · Ávila 45+1' | Reporte   | Destin 55' | Árbitro(s): Filiberto Martínez       | Árbitro(s): Filiberto Martínez |

| 27 de julio de 2024 | México       | 1:1 (0:1) | Panamá      | Estadio Sergio León Chávez, Irapuato |                             |
| 20:06               | Carrillo 90' | Reporte   | Saldaña 16' | Árbitro(s): Kwinsi Williams          | Árbitro(s): Kwinsi Williams |

### Tabla de terceros lugares
| Selección   | Grp. | Pts. | PJ | PG | PE | PP | GF | GC | Dif |
| ----------- | ---- | ---- | -- | -- | -- | -- | -- | -- | --- |
| Cuba        | A    | 4    | 3  | 1  | 1  | 1  | 4  | 5  | -1  |
| Guatemala   | C    | 3    | 3  | 1  | 0  | 2  | 6  | 6  | 0   |
| El Salvador | B    | 3    | 3  | 1  | 0  | 2  | 3  | 6  | -3  |

## Fase de eliminatorias

### Cuadro de desarrollo
|  | Cuartos de final | Cuartos de final |              |                | Semifinales | Semifinales |  |                | Final | Final |  |
|  |                  |                  |              |                |             |             |  |                |       |       |  |
|  |                  |                  |              |                |             |             |  |                |       |       |  |
|  | Estados Unidos   | 1                |              |                |             |             |  |                |       |       |  |
|  | Estados Unidos   | 1                |              |                |             |             |  |                |       |       |  |
|  | Guatemala        | 0                |              |                |             |             |  |                |       |       |  |
|  | Guatemala        | 0                |              | Estados Unidos | 2           |             |  |                |       |       |  |
|  |                  |                  |              | Estados Unidos | 2           |             |  |                |       |       |  |
|  |                  |                  | Panamá       | 1              |             |             |  |                |       |       |  |
|  | Panamá (t.s)     | 2                | Panamá       | 1              |             |             |  |                |       |       |  |
|  | Panamá (t.s)     | 2                |              |                |             |             |  |                |       |       |  |
|  | Canadá           | 1                |              |                |             |             |  |                |       |       |  |
|  | Canadá           | 1                |              |                |             |             |  | Estados Unidos | 1     |       |  |
|  |                  |                  |              |                |             |             |  | Estados Unidos | 1     |       |  |
|  |                  |                  | México (t.s) | 2              |             |             |  |                |       |       |  |
|  | México           | 2                | México (t.s) | 2              |             |             |  |                |       |       |  |
|  | México           | 2                |              |                |             |             |  |                |       |       |  |
|  | Costa Rica       | 1                |              |                |             |             |  |                |       |       |  |
|  | Costa Rica       | 1                |              | México         | 2           |             |  |                |       |       |  |
|  |                  |                  |              | México         | 2           |             |  |                |       |       |  |
|  |                  |                  | Cuba         | 0              |             |             |  |                |       |       |  |
|  | Honduras         | 1 (3)            | Cuba         | 0              |             |             |  |                |       |       |  |
|  | Honduras         | 1 (3)            |              |                |             |             |  |                |       |       |  |
|  | Cuba (p.)        | 1 (5)            |              |                |             |             |  |                |       |       |  |
|  | Cuba (p.)        | 1 (5)            |              |                |             |             |  |                |       |       |  |
|  |                  |                  |              |                |             |             |  |                |       |       |  |

### Cuartos de final
| 30 de julio de 2024 | Estados Unidos | 1:0 (0:0) | Guatemala | Estadio León, León             |                                |
| 15:06 (UTC-6)       | Ramos 49'      | Reporte   |           | Árbitro(s): Fernando Hernández | Árbitro(s): Fernando Hernández |

| 30 de julio de 2024 | Panamá                           | 2:1 (1:1, 0:0) (t. s.) | Canadá    | Estadio León, León        |                           |
| 20:06 (UTC-6)       | Mosquera 68' (pen.) · Modelo 95' | Reporte                | López 78' | Árbitro(s): Hakeem Harvey | Árbitro(s): Hakeem Harvey |

| 31 de julio de 2024 | México                    | 2:1 (1:1) | Costa Rica         | Estadio Sergio León Chávez, Irapuato |                               |
| 17:06 (UTC-6)       | Sánchez 39' · Morales 83' | Reporte   | Montero 29' (pen.) | Árbitro(s): Cristopher Corado        | Árbitro(s): Cristopher Corado |

| 31 de julio de 2024 | Honduras                              | 1:1 (1:1, 0:0) (t. s.)(3:5 p.) | Cuba                                        | Estadio Sergio León Chávez, Irapuato |                             |
| 20:06 (UTC-6)       | Tatum 79'                             | Reporte                        | Rodríguez 60' (pen.)                        | Árbitro(s): Adonis Carrasco          | Árbitro(s): Adonis Carrasco |
|                     |                                       | Tiros desde el punto penal     |                                             |                                      |                             |
|                     | Vásquez · Villatoro · Cruz · Martínez |                                | K. Pérez · Mena · Torres · Camejo · Reinoso |                                      |                             |

- Los ganadores clasificaron a la Copa Mundial de Sub-20 de 2025.

### Semifinales
| 2 de agosto de 2024 | Estados Unidos           | 2:1 (1:0) | Panamá       | Estadio León, León      |                         |
| 15:06 (UTC-6)       | Vazquez 40' · Raines 86' | Reporte   | Mosquera 72' | Árbitro(s): David Gómez | Árbitro(s): David Gómez |

| 2 de agosto de 2024 | México             | 2:0 (2:0) | Cuba | Estadio León, León      |                         |
| 20:06 (UTC-6)       | Levy 4' · Ochoa 7' | Reporte   |      | Árbitro(s): Filip Dujic | Árbitro(s): Filip Dujic |

### Final
| 4 de agosto de 2024 | Estados Unidos | 1:2 (1:1, 0:0) (t. s.) | México                    | Estadio León, León          |                             |
| 15:06 (UTC-6)       | Berchimas 52'  | Reporte                | Levy 90+4' · Ochoa 120+2' | Árbitro(s): Kwinsi Williams | Árbitro(s): Kwinsi Williams |

|                            |
| Bandera de México          |
| Campeón México 14.º título |

## Estadísticas

### Clasificación general
La clasificación general indica la posición que ocupó cada selección al finalizar el torneo. El rendimiento se obtiene de la relación entre los puntos obtenidos y los partidos jugados por las selecciones y se expresa en porcentajes. La tabla se divide según la fase alcanzada por cada país.
Si algún partido de la segunda fase se define mediante tiros de penal, el resultado final del tiempo reglamentario del partido se considera como empate.
| Pos. | Selección            | Pts. | PJ | PG | PE | PP | GF | GC | DG  | Rend.  |
| ---- | -------------------- | ---- | -- | -- | -- | -- | -- | -- | --- | ------ |
| 1    | México               | 16   | 6  | 5  | 1  | 0  | 13 | 4  | 9   | 88.89% |
| 2    | Estados Unidos       | 15   | 6  | 5  | 0  | 1  | 18 | 3  | 15  | 83.33% |
| 3    | Panamá               | 10   | 5  | 3  | 1  | 1  | 10 | 5  | 5   | 66.67% |
| 4    | Cuba                 | 5    | 5  | 1  | 2  | 2  | 5  | 8  | –3  | 33.33% |
| 5    | Honduras             | 8    | 4  | 2  | 2  | 0  | 12 | 6  | 6   | 66.67% |
| 6    | Canadá               | 7    | 4  | 2  | 1  | 1  | 6  | 5  | 1   | 58.33% |
| 7    | Costa Rica           | 4    | 4  | 1  | 1  | 2  | 5  | 4  | 1   | 33.33% |
| 8    | Guatemala            | 3    | 4  | 1  | 0  | 3  | 6  | 7  | –1  | 25%    |
| 9    | El Salvador          | 3    | 3  | 1  | 0  | 2  | 3  | 6  | –3  | 33.33% |
| 10   | República Dominicana | 0    | 3  | 0  | 0  | 3  | 2  | 7  | –5  | 0%     |
| 11   | Haití                | 0    | 3  | 0  | 0  | 3  | 2  | 12 | –10 | 0%     |
| 12   | Jamaica              | 0    | 3  | 0  | 0  | 3  | 0  | 15 | –15 | 0%     |

### Goleadores
| Jugador             | Selección            | Goles |
| ------------------- | -------------------- | ----- |
| Santiago López      | Canadá               | 3     |
| David Vazquez       | Estados Unidos       | 3     |
| Anfronit Tatúm      | Honduras             | 3     |
| Olger Escobar       | Guatemala            | 3     |
| Gustavo Herrera     | Panamá               | 3     |
| Andy Rojas          | Costa Rica           | 2     |
| Claudio Montero     | Costa Rica           | 2     |
| Samuel Rodríguez    | Cuba                 | 2     |
| Marcos Zambrano     | Estados Unidos       | 2     |
| Pedro Soma          | Estados Unidos       | 2     |
| Niko Tsakiris       | Estados Unidos       | 2     |
| Rubén Ramos Jr.     | Estados Unidos       | 2     |
| Bryan Destin        | Haití                | 2     |
| Didier Paguada      | Honduras             | 2     |
| Amaury Morales      | México               | 2     |
| Rafael Mosquera     | Panamá               | 2     |
| Myles Morgan        | Canadá               | 1     |
| Tavio Ciccarelli    | Canadá               | 1     |
| Mataeo Bunbury      | Canadá               | 1     |
| Esteban Cruz        | Costa Rica           | 1     |
| Michael Camejo      | Cuba                 | 1     |
| David Pérez         | Cuba                 | 1     |
| Karel Pérez         | Cuba                 | 1     |
| Christopher Argueta | El Salvador          | 1     |
| Nelson Díaz         | El Salvador          | 1     |
| Francis Castillo    | El Salvador          | 1     |
| Cruz Medina         | Estados Unidos       | 1     |
| Ethan Kohler        | Estados Unidos       | 1     |
| Taha Habroune       | Estados Unidos       | 1     |
| Zavier Gozo         | Estados Unidos       | 1     |
| Nimfasha Berchimas  | Estados Unidos       | 1     |
| Selvin Sagastume    | Guatemala            | 1     |
| Matthew Evans       | Guatemala            | 1     |
| Marvin Ávila Jr     | Guatemala            | 1     |
| Ángel Villatoro     | Honduras             | 1     |
| Justin Ponce        | Honduras             | 1     |
| Mathias Vásquez     | Honduras             | 1     |
| Jefry Martínez      | Honduras             | 1     |
| Dereck Moncada      | Honduras             | 1     |
| Roberto Osorto      | Honduras             | 1     |
| Yael Padilla        | México               | 1     |
| Alexéi Domínguez    | México               | 1     |
| Heriberto Jurado    | México               | 1     |
| Xavier Biscayzacú   | México               | 1     |
| Stephano Carrillo   | México               | 1     |
| Diego Sánchez       | México               | 1     |
| Giovany Herbert     | Panamá               | 1     |
| Kairo Walters       | Panamá               | 1     |
| Aimar Modelo        | Panamá               | 1     |
| Allan Saldaña       | Panamá               | 1     |
| Javier Roces        | República Dominicana | 1     |
| Elian Concepción    | República Dominicana | 1     |

## Clasificados a laCopa Mundial Sub-20 de 2025
| Bandera de Estados Unidos | Bandera de Panamá   | Bandera de México   | Bandera de Cuba     |
| Estados Unidos            | Panamá              | México              | Cuba                |
| 30 de julio de 2024       | 30 de julio de 2024 | 31 de julio de 2024 | 31 de julio de 2024 |